# Medina albifrontalis
Medina albifrontalis là một loài ruồi trong họ Tachinidae.